# Ante Budimir
Ante Budimir (Zenica, Yugoslavia, 22 de julio de 1991) es un futbolista internacional croata que juega como delantero en el Club Atlético Osasuna de la Primera División de España. Es también internacional absoluto con Croacia.

## Trayectoria
Se formó en la cantera del N. K. Radnik Velika Gorica y pasó por varios equipos de su país, incluidos el Inter Zaprešić y el Lokomotiva de Primera Liga, hasta llegar a Alemania a las filas del F. C. St. Pauli.
Más tarde, se marchó a Italia por 1 millón de euros, donde destacó como delantero rematador consiguiendo buenos registros en la U. C. Sampdoria y el F. C. Crotone, con quien consiguió el ascenso a la Serie A, aunque tuvo peores registros que con el Sampdoria. La afición de Crotona apodó al jugador como el «Cisne de los Balcanes».
En enero de 2019 llegó cedido al R. C. D. Mallorca hasta final de temporada 2018-19.
La afición bermellona le apodó como «El alquimista», ya que afirmaban que todo lo que toca lo convierte en oro.
Para la temporada 2019-20 fue adquirido en propiedad por algo más de 2 millones de euros y anotó 13 goles en la máxima categoría del fútbol español.
El 5 de octubre de 2020 firmó por el C. A. Osasuna de la Primera División de España, cedido durante una temporada por el conjunto balear. Al finalizar el período de cesión, la entidad pamplonica dispondría de una opción de compra voluntaria por un importe de 8 millones. La afición rojilla recuperó el apodo de «cisne», llamando al jugador el «Cisne de Zenica».
El 7 de junio de 2021 el Club Atlético Osasuna anunció que hacía efectiva la opción de compra tras finalizar su periodo de cesión. El traspaso se concretó por un precio de 8 millones de euros, siendo el fichaje más caro en la historia del club rojillo. El 1 de mayo de 2022, con el gol anotado frente al Elche C. F. (1-1), superó al uruguayo «Chengue» Morales como el jugador con más jornadas consecutivas de Liga marcando en la historia de Osasuna con 6.
El 9 de octubre de 2023 firmó su renovación por el club navarro, hasta el 30 de junio de 2027.
El 28 de enero de 2024, con su gol marcado ante el Sevilla F. C. (1-1), el delantero croata llegó a la cifra de 37 goles en la Primera División de España con el C. A. Osasuna, lo que le situaba como el tercer máximo goleador en la historia del club rojillo en la máxima categoría sólo por detrás de Sabino Andonegui (57) y el polaco Jan Urban (45).
El 21 de septiembre de 2024, con su gol de penalti logrado ante la U. D. Las Palmas, se situaba como segundo máximo goleador histórico del club en Primera División de España, empatado con Jan Urban con 45 tantos.
Una semana después, el 28 de septiembre de 2024, con su doblete al F. C. Barcelona, en una clara victoria por 4-2, superaba al delantero polaco Jan Urban, colocándose ya, como el segundo máximo goleador histórico del club navarro en la maxima categoría con 47 goles.
En 2024, fue el tercer máximo goleador del año en Primera División de España, siendo superado por el barcelonista Lewandowski (27) y el colchonero Sørloth, que hasta agosto jugó en el Villarreal (24) y compartiendo el bronce con el madridista Vinícius (19).
El 16 de enero de 2025, en el partido correspondiente a los octavos de final de la Copa del Rey ante el Athletic Club, anotó un doblete para clasificar al cuadro navarro a los cuartos de final. Ese doblete le convirtió en el jugador extranjero con más goles anotados en la historia del C. A. Osasuna con 59 tantos, superando al polaco Jan Urban, y en el segundo mayor goleador histórico del club en primera división.
El 15 de febrero de 2025, con su gol anotado en partido de Liga ante el Real Madrid C. F. (1-1), igualaba a Sabino Andonegui como máximo goleador de la historia del club en Primera División con 57 goles. El 2 de marzo, se convirtió en el máximo goleador en la historia de Osasuna en Primera División, consiguiendo su gol 58 ante el Valencia C. F.
El 18 de mayo de 2025, con su gol marcado ante el R. C. D. Espanyol, se convirtió en el jugador con más goles anotados en una temporada con el C. A. Osasuna en Primera División con 21 dianas, superando las 20 que consiguió Sabino Andonegui.

## Selección nacional
Es internacional con la selección de Croacia. Debutó 7 de octubre de 2020 en un amistoso ante Suiza que ganaron por 1-2. También fue convocado para disputar la Eurocopa 2020. El 5 de diciembre de 2022, debuta en el Mundial de Catar en el partido de octavos de final ante Japón en el que la selección croata logra el pase a los cuartos de final al vencer en los penaltis. El 20 de mayo de 2024, el seleccionador croata le incluyó en la convocatoria para la Eurocopa 2024 en Alemania en la que era la tercera convocatoria del 'Cisne de Zenica' a un gran torneo de selecciones.

### Participaciones en Copas del Mundo
| Mundial      | Sede  | Resultado     | Partidos | Goles |
| ------------ | ----- | ------------- | -------- | ----- |
| Mundial 2022 | Catar | Tercer puesto | 2        | 0     |

### Participaciones en Eurocopas
| Eurocopa      | Sede     | Resultado    | Partidos | Goles |
| ------------- | -------- | ------------ | -------- | ----- |
| Eurocopa 2024 | Alemania | Primera fase | 3        | 0     |

## Estadísticas

### Clubes
Actualizado al último partido disputado el 19 de agosto de 2025.
| Club                         | País     | Año       | Partidos | Goles |
| ---------------------------- | -------- | --------- | -------- | ----- |
| N. K. Radink Velika Gorica   | Croacia  | 2008      | ¿?       | ¿?    |
| LASK Linz                    | Austria  | 2008-2009 | ¿?       | ¿?    |
| H. N. K. Gorica              | Croacia  | 2009-2011 | ¿?       | ¿?    |
| N. K. Inter Zaprešić         | Croacia  | 2011-2013 | 66       | 19    |
| Lokomotiva Zagreb            | Croacia  | 2013-2014 | 30       | 19    |
| F. C. St. Pauli              | Alemania | 2014-2016 | 20       | 1     |
| F. C. San Pauli II           | Alemania | 2015      | 2        | 1     |
| → F. C. Crotone (cedido)     | Italia   | 2015-2016 | 40       | 16    |
| U. C. Sampdoria              | Italia   | 2016-2018 | 14       | 1     |
| → F. C. Crotone (cedido)     | Italia   | 2017-2018 | 24       | 7     |
| F. C. Crotone                | Italia   | 2018-2019 | 18       | 3     |
| → R. C. D. Mallorca (cedido) | España   | 2019      | 20       | 6     |
| R. C. D. Mallorca            | España   | 2019-2020 | 37       | 13    |
| C. A. Osasuna                | España   | 2020-act. | 180      | 70    |

Debut en 1ª División: 17 de agosto de 2019, R. C. D. Mallorca 2-1 S. D. Eibar
| Temporadas en 1.ª | Partidos en 1.ª | Goles en 1.ª | Partidos en Copa | Goles en Copa | Internacional |
| ----------------- | --------------- | ------------ | ---------------- | ------------- | ------------- |
| 7                 | 195             | 76           | 17               | 5             | 32            |

### Trofeos regionales
| Título                 | Equipo     | Comunidad Autónoma | Año  |
| ---------------------- | ---------- | ------------------ | ---- |
| Euskal Herriko Txapela | CA Osasuna | País Vasco         | 2021 |
| Euskal Herriko Txapela | CA Osasuna | País Vasco         | 2023 |